# Залісоче

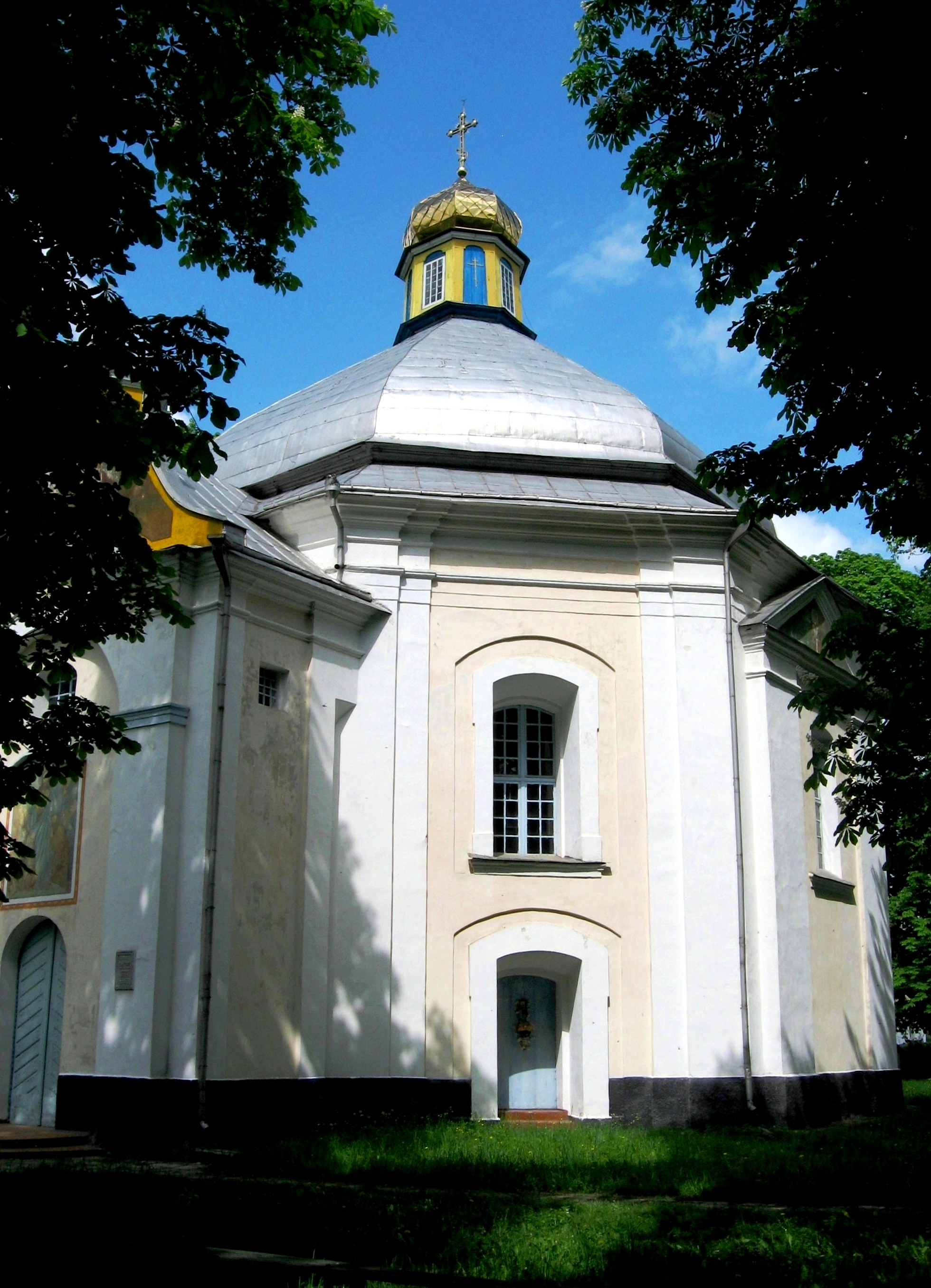
Стрітенська церква. Фото 2010 року

Залі́соче — село в Україні, в Олицькій міській громаді Луцького району Волинської області. Населення становить 725 осіб.
У селі фактично розміщені Луцька брама та Стрітенська церква, які часто ідентифікують з Оликою, оскільки село — колишнє передмістя Олики.

## Географія
Село розташоване на правому березі річки Путилівки.

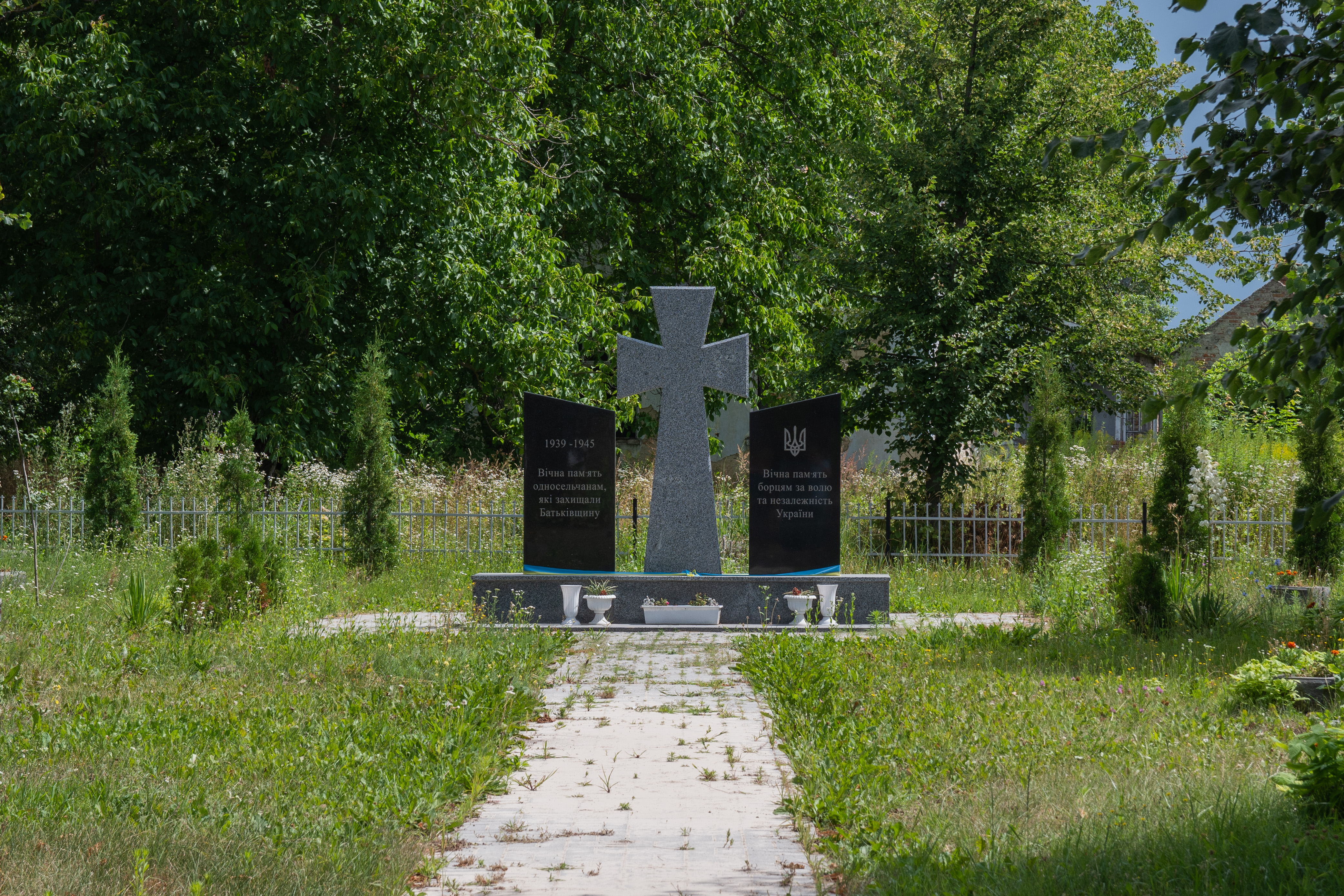
Пам'ятник землякам (реконструкція)

## Населення
Згідно з переписом УРСР 1989 року чисельність наявного населення села становила 722 особи, з яких 324 чоловіки та 398 жінок.
За переписом населення України 2001 року в селі мешкало 725 осіб.

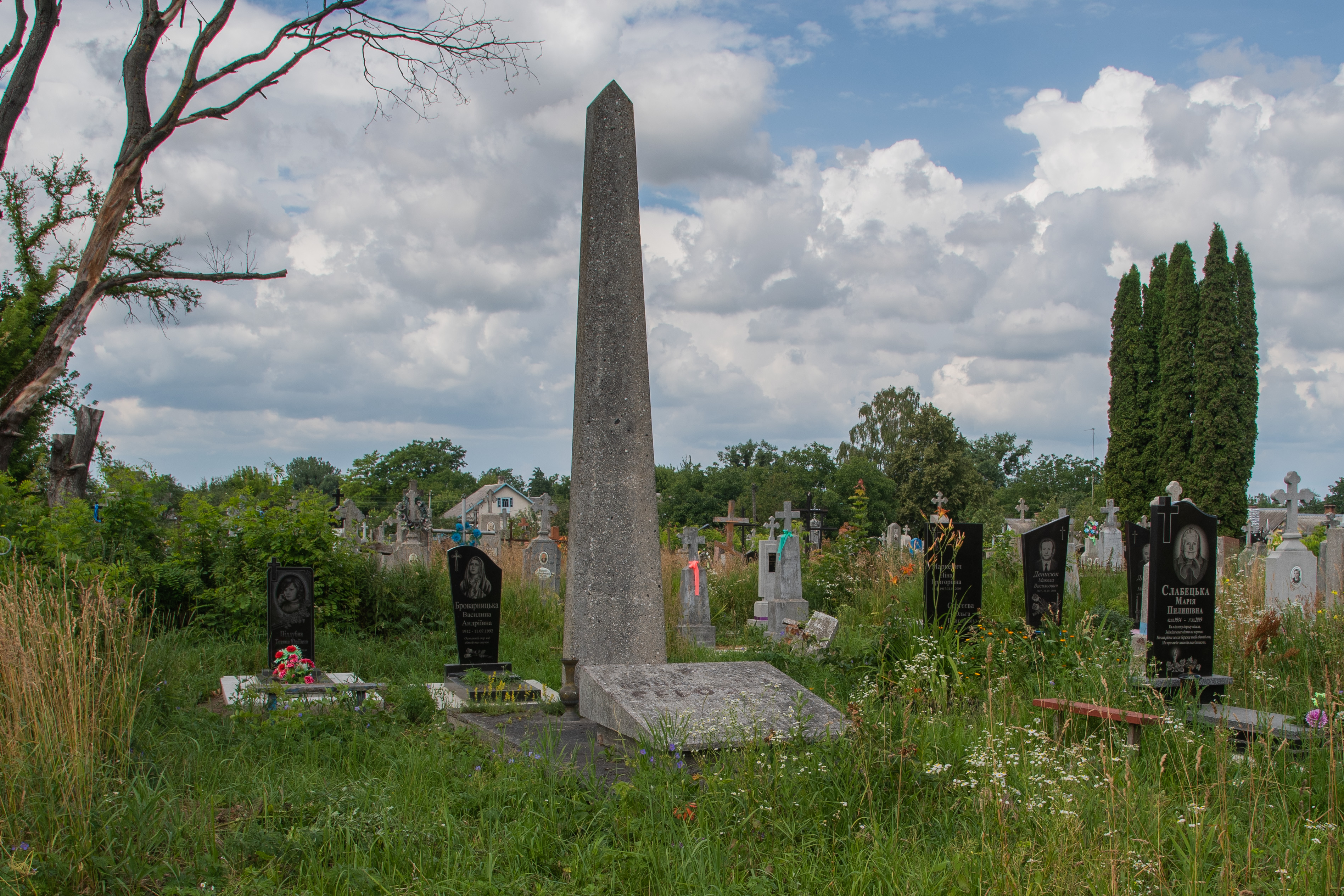
Могила братська радянських воїнів

### Мова
Розподіл населення за рідною мовою за даними перепису 2001 року:
| Мова       | Відсоток |
| ---------- | -------- |
| українська | 98,62 %  |
| російська  | 1,10 %   |
| білоруська | 0,14 %   |